# Alberto Chividini
Alberto Chividini (ur. 23 lutego 1907, zm. 31 października 1961) – piłkarz argentyński, obrońca.
Będąc piłkarzem klubu Central Norte Tucumán był w kadrze reprezentacji Argentyny na turniej Copa América 1929, gdzie Argentyna zdobyła mistrzostwo Ameryki Południowej. Chividini zagrał w dwóch spośród trzech spotkań - z Paragwajem i Urugwajem.
Jako piłkarz klubu Estudiantil Porteño Buenos Aires wraz z reprezentacją Argentyny wziął udział w finałach mistrzostw świata w 1930 roku. Argentyna zdobyła tytuł wicemistrza świata, a Chividini zagrał tylko w jednym meczu - z Meksykiem.
W 1930 stał się graczem klubu San Lorenzo de Almagro, z którym w 1933 zdobył mistrzostwo Argentyny.